# Champdieu
Champdieu är en kommun i departementet Loire i regionen Auvergne-Rhône-Alpes i centrala Frankrike. Kommunen ligger i kantonen Montbrison som tillhör arrondissementet Montbrison. År 2022 hade Champdieu 2 035 invånare.

## Befolkningsutveckling
Antalet invånare i kommunen Champdieu
| Referens: INSEE |